# Hongfanchi
Hongfanchi (kinesiska: 洪范池镇, 洪范池) är en köping i Kina. Den ligger i provinsen Shandong, i den östra delen av landet, omkring 88 kilometer sydväst om provinshuvudstaden Jinan. Antalet invånare är 20762. Befolkningen består av 10 519 kvinnor och 10 243 män. Barn under 15 år utgör 13,0 %, vuxna 15-64 år 70 %, och äldre över 65 år 15,0 %.
Genomsnittlig årsnederbörd är 861 millimeter. Den regnigaste månaden är juli, med i genomsnitt 255 mm nederbörd, och den torraste är januari, med 5 mm nederbörd.